# Ulixes
Ulixes è l'ottavo album discografico del gruppo musicale  Harmonia Ensemble, pubblicato dall'etichetta discografica Materiali Sonori nel 2002.
Il progetto, curato da Giampiero Bigazzi, intende fondere lo stile classico-minimalista del gruppo italiano, con le musiche tradizionali balcaniche. 
"Ulixes" contiene dieci composizioni originali ispirate ad altrettante poesie di Stefano Beccastrini sull'eroe omerico. Nel booklet del CD è incluso un breve saggio sulla figura di Ulisse curato dal filosofo Umberto Galimberti .

## Storia e contenuto
L'album è ispirato alle poesie del poeta cavrigliese Stefano Beccastrini dedicate alla figura dell'eroe omerico. Le poesie sono tratte dallo spettacolo L'Odissea, canto del viaggio, messo in scena l'11 luglio 2017 con alcuni brani dall'Odissea di Omero nei pressi di Bucine in provincia di Arezzo. 
Il progetto era stato messo in scena da Piero Cherici (in collaborazione per i testi con Giampiero Bigazzi e Stefano Beccastrini) e le musiche originali composte da Orio Odori erano state eseguite da Stefano Batelli al tuba e lo stesso Odori al clarinetto.
Nel 2002 fu realizzato il CD con i componenti dell'Ensemble e la Kočani Orkestar: il risultato è la fusione delle sonorità  gypsies e World music, le sonorità della nuova musica da camera europea con le atmosfere della tradizione balcanica.

## Tracce
1. Ulixes
2. Polyphemus (Harmonia Ensemble)
3. Circe
4. Calypso (Harmonia Ensemble)
5. Hades
6. Sirene o della Fantasia
7. Nausicaa
8. Me Que, Telemachus Me Le
9. Sweet Life
10. Nessiah

## Musicisti
- Orio Odori, clarinetto;
- Damiano Puliti, violoncello;
- Alessandra Garosi, pianoforte
- Paolo Corsi, percussioni
- Ismail Saliev    Sax Alto
- Damiano Puliti   Cello
- Saban Jasarov   Drums Tapan –
- Ensemble – La Banda Improvvisa
- Alessandra Garosi   Piano [Midi], Piano
- Ismail Jasarov   Tuba
- Esat Saliev, Mendu Saliev, Redzai Durmisev    Tuba Baritono
- Production Manager – Francesca Pieraccini
- Management – Sabino Martiradonna